# Quinquenàlia
Quinquenàlia (en llatí: Quinquennalia) van ser uns jocs romans instituïts per Neró l'any 60 a imitació dels jocs grecs (πεντετηρίδες) que se celebraven cada cinc anys.
Consistien en festivals i competicions de música, gimnàstica i jocs eqüestres que popularment s'anomenaven la Nerònia, segons Suetoni i Tàcit, per distingir-los d'un altra Quinquenàlia instituïda anteriorment en honor de Juli Cèsar i d'August i que només es feien a les ciutats italianes i de províncies.
A la mort de Neró la Nerònia o Quinquenàlia va desaparèixer, però Gordià III les va reviure en honor del Júpiter Capitolí. Domicià havia restaurat uns jocs, els Jocs Capitolins, també en honor de Júpiter Capitolí, que se celebraven cada quatre anys.